# 交響曲第1番 (ブルックナー)
アントン・ブルックナーの交響曲第1番（こうきょうきょくだい1ばん）ハ短調は、1866年に最初の稿が完成した交響曲である。

## 「第1番」という番号について
作曲者自身が、最初に番号を与えたのがこの交響曲である。実際には、この前に習作の「交響曲ヘ短調」が作曲されている。
「交響曲第0番」と呼ばれる作品は、「第1番」よりもあとの作曲だが、ブルックナーが「第2番」と命名しなかった。

## 作曲の経緯
1865年に着手、1866年に完成、1868年に初演された（第1稿）。
その後、1877年・1884年に、細部の改訂を行ったことが判明している（ロベルト・ハース、レオポルト・ノヴァークによって「リンツ稿」とされたものは、活動の拠点を既にリンツからウィーンに移した1877年時点での改訂が含まれている）。
さらに、最初の作曲から24年を経過した1890年から1891年にかけ、約1年を費やし、この曲は全面的に改訂された。時期的には、交響曲第8番の改訂を終えた直後から、改訂作業に着手している。同じ主題と曲の進行をもちながらも、曲の様式がかなり違ったものとなった。こちらの方は、この当時のブルックナーの活動地域から「ウィーン稿」、「ウィーン版」などと称される。この稿は、ウィーン大学に捧げられた。

## 初演
- 世界初演は、1868年にブルックナー自身の指揮により行われている。
- ウィーン稿の初演は1891年12月13日ハンス・リヒター指揮ウィーン・フィルハーモニー管弦楽団により行われた。
- 日本初演は、1933年11月22日。ヨーゼフ・ラスカ指揮 宝塚交響楽団、宝塚大劇場にて行われた。

## 出版の経緯
1893年、「初版」が出版された。この初版はウィーン稿に基づくものであった。下記原典版が出版されるまで、この曲はウィーン稿の形でのみ知られていた。
1935年、ハース校訂の原典版が出版された。ハースは最終的にリンツ稿・ウィーン稿の両方を校訂し出版し、校訂報告も添えた。もっともリンツ稿については1877年時点の、細部の改訂を行った後の譜面をもとに校訂していることをハースは明らかにしている。なお、一部の書籍には、ハース版とリンツ稿を同義にとる誤解がみられる。正確には「ハース版の出版で、リンツ稿の存在が明らかになった」と言うべきである。
その後ブルックナー協会の校訂がノヴァークに移り、1953年にリンツ稿に基づく原典版を出版した。さらに引き続き1979年、ウィーン稿に基づく原典版を出版した。もっともこれらは、ハースが校訂したものをほとんどそのまま使用、細部の校訂を行っただけであった。また後者については、実際の校訂者の名前から「ブロッシェ版」とも称される。
ブルックナー協会からは、その後、1994年にアダージョ・スケルツォの異稿が出版された。この異稿は、この交響曲のリンツ稿のために書かれながら、最終的に採用されなかったと思われる譜面であり、1865年稿のアダージョはコーダが未完成で1866年のアダージョは最後のコーダだけ新しく作られている。アダージョについては現行アダージョと同じ旋律を用いながら、その後の展開方法が異なる。1865年のスケルツォはトリオは現行のものと同一旋律をもちいているが、スケルツォの主部は全く別の音楽となっている。
このほか、従来出版されてきたリンツ稿から1877年の改訂要素を除去し、1866年の純粋な第1稿を復元・演奏する試みもなされている。ハースの校訂報告をもとにしてキャラガンが1866年稿を復元し、これはティントナー指揮、ロイヤル・スコティッシュ管弦楽団の演奏でCD録音された（ナクソスから発売されている）。しかし現時点で、ブルックナー協会からの出版には至っていない。

## 楽器編成
フルート3、オーボエ2、クラリネット2、ファゴット2・ホルン4、トランペット2、トロンボーン3・ティンパニ(3個),弦5部

## 演奏時間
ウィーン稿が約50分（各13分、13分、9分、15分）、リンツ稿は約48分。

## 楽曲解説
伝統的な4楽章形式の交響曲である。この時点で既に3つの主題を伴うソナタ形式を用いている。作曲者は晩年、この曲を「生意気な浮浪児」と評した（ただし訳によりニュアンスが異なる。原語は"das kecke Beserl"）。

### 第1楽章
Allegro（アレグロ）
ハ短調、4分の4拍子。ソナタ形式。低弦に刻まれた行進曲風のリズムの上に第1ヴァイオリンが第1主題を奏してゆく。この最初の低弦の刻みはウィーン版では1小節足されて2小節分になっている。ここはブルックナー習作期の作品「行進曲ニ短調」を彷彿させる。またその後のホルンの合いの手は、やはり習作期の「序曲ト短調」に似ている。第1主題を確保した後、木管による経過を経て第1ヴァイオリンに変ホ長調の第2主題が現れ、第2ヴァイオリンも絡む。チェロとホルン、クラリネットへ受け継がれ、強烈な経過部が来る(この時、弦が奏する旋律は再現部で効果的な役割を果たすことになる)。その頂点で「全力をもって、速度をいくらか遅くして」と指定された第3主題がトロンボーンで提示される。これが落ち着いていき、その断片が木管へ受け継がれると、気分が一時鎮まり提示部が終わる。そのまま再び強烈になって管が第3主題を繰り返すところからが展開部。フルート、ヴィオラへ移り、速度を落とすとクラリネットが力を弱めて第1主題を奏でる。力を強め、弦とともにクライマックスを形成するがまた力が弱まる。こうして何度も盛り上がったり鎮まったりするうちに展開部が終わる。冒頭の行進曲風のリズムが現れると再現部が始まる。第1主題が第1ヴァイオリンで再現され、経過句はなく続いて第2主題が再現される。その後の経過部はさらに劇的になり、第3主題もかなり変形して再現され、この楽章のクライマックスを形成していく。フルート、チェロの順に第1主題の断片が出るとコーダとなり、第1主題を扱いながら情熱的に曲を閉じる。

### 第2楽章
Adagio（アダージョ）
変イ長調、4分の4拍子。このころのブルックナーがよく用いたA-B-C-A-Bの3部形式である。低弦音から始まる主要主題は叙情性に富む穏やかなもので、ホルンが加わり、弦によって対位法的に進行する。3本のフルートによる経過句の後、ヴィオラのアルペジオに導かれて副主題が第1，2ヴァイオリンにより変ロ長調で奏でられる。副主題を簡単に扱った後、曲は中間部へ入る。中間部はAndante 変ホ長調 3/4拍子で第1ヴァイオリンにより中間主題が愛らしく出る。この主題を変奏的に取り扱う。その後、主部の再現となり、主要主題がヴァイオリンの細かい動きの中で低弦によって再現される。副主題はクラリネットとファゴットにより再現され、ヴァイオリンも加わる。力を徐々に増していき、コーダでは頂点で金管が荘厳に響き、弦に副主題が現れる。まもなく力を落とし、消え入るように曲が終わる。
この楽章のみ、フルートが3本使われる。3本のフルートで作られる和音がちりばめられる。このほか、ファゴットに「旋律らしい旋律」が現れるのが、他の交響曲では見られない特徴である（概して彼の交響曲では、ファゴットは短く経過的な旋律を奏する役目が多い）。また、この楽章には上記の通り初稿が2種類（1865年稿と1866年稿）ある。

### 第3楽章
Scherzo. Schnell（スケルツォ。急速に。）
ト短調、3分の4拍子。3部形式。同じ調・拍子であるモーツァルトの交響曲第40番の第3楽章や、シューベルトの交響曲第5番の第3楽章に類似してると指摘される。粗野で原始的なスケルツォである。トリオはト長調で速度を落とし、ヴァイオリンのスタッカートの動きを伴ってホルンにより主題が出る。
「ウィーン稿」は完全にダカーポしなくても良い指定がなされており、この指定を実行した場合には途中からスケルツォが再起する。スケルツォ主部の提示部、再現部及び、トリオにはそれぞれ反復が指定されている。
これにも全楽章完成されなかった全く違ったスケルツォの初稿がある。コーダはスケルツォの素材に基づく力強いものである。ウィーン稿への改定の際にもコーダはそのまま残された。

### 第4楽章
Finale. Bewegt feurig（終曲。快速に、火のように。）
ハ短調、4分の4拍子。ソナタ形式。16分音符を用いた細かい動きが多用される他、金管楽器やティンパニも重要な活躍を見せる楽章である。極めて速い音楽であるが、「ウィーン版」はオーケストレーションやアーティキュレーションなどが相当書き換えられている。
「運動的に、火のように」と指定され、冒頭から激烈な性格の第1主題がいきなり提示されて始まる。確保されたのちに、第1ヴァイオリンとチェロに第2主題が変ホ長調で提示される。木管へ受け継がれた後、ハ短調に戻って弦に第1主題の動機が現れ、コラール風の第3主題が現れる。フェルマータで跡切れると、経過風の部分が続いて展開部へ入る。
展開部は前半は第1主題を扱い、大きく膨らむと余韻を残すように静かになり、後半部分へと移る。後半は第2主題を中心に扱う。初めは木管と弦だが金管が加わり、やがて新たな旋律が登場すると曲はしばらくこの旋律を扱う。すると徐々に激しさを増し、ファンファーレ風の移行句をへて再現部へ移る。
再現部の第1主題は変形されており、提示部のように確保されることもなく短縮されている。第1ヴァイオリンによる第2主題がハ長調で続くが、より対位法的に短縮されている、第3主題もハ長調で変形されて再現され、高揚が鎮まると曲はコーダへ入る。木管中心に第1主題の動機を扱い、やがて金管が第1主題の変形を奏する。弦が急速に活動し激烈に盛り上がって頂点をつくる。第1主題の断片が力強く奏される中、曲はハ長調に転調し全曲を締めくくる。

## 評価
ブルックナーがこの後に作曲した交響曲第3番、第8番は最終改訂稿で演奏する指揮者が多いのに対し、第1番は「リンツ稿」での演奏が多くなっている。両方の稿で演奏する指揮者は稀である。「ウィーン稿」は作曲者が交響曲第8番の後に1年もの長きを費やして改訂したものではあるが、「リンツ稿の持つ若々しさが失われた」と評されることも多い。